# Jocelyn Brando
Jocelyn Brando (ur. 18 listopada 1919 w San Francisco, zm. 27 listopada 2005 w Santa Monica, Kalifornia) – amerykańska aktorka sceniczna, filmowa i telewizyjna, siostra Marlona Brando.

## Życiorys
Była córką komiwojażera i aktorki, pochodziła z rodziny o korzeniach we Francji, Irlandii i Holandii. Debiutowała na Broadwayu w styczniu 1942 w przedstawieniu The First Crocus, które jednak szybko zeszło z afisza. Najbardziej jej znaną rolą na Broadwayu była kreacja przełożonej pielęgniarek w sztuce Mister Roberts.
W 1953 debiutowała jako aktorka filmowa w China Venture w reżyserii Dona Siegela. W tym samym roku wystąpiła w melodramacie gangsterskim The Big Heat, gdzie zagrała rolę zamordowanej żony głównego bohatera, detektywa Dave’a Banniona, granego przez Glenna Forda. Z innych filmów, w których wystąpiła, można wymienić m.in. The Explosive Generation (1961), Bus Riley's Back in Town (1965), Why Would I Lie? (1980), Mommie Dearest (1981). U boku młodszego brata Marlona grała w The Ugly American (1963), The Chase (1966) i innych filmach. Kariery porównywalnej z bratem nie zrobiła; Karl Malden w swoich wspomnieniach When Do I Start ? (1997), powołując się na swojego przyjaciela Marlona Brando, pisał, że kariera Jocelyn została ograniczona przez chorobę alkoholową, którą miała odziedziczyć po obojgu rodzicach.
Miała na koncie liczne role w produkcjach telewizyjnych. Wystąpiła m.in. w serialu Dallas (1979), Domek na prerii, Kojak, Richard Diamond, Private Detective.
Zmarła w wieku 86 lat, półtora roku po swoim bracie. Była dwukrotnie zamężna (m.in. z aktorem Donem Hammerem), miała dwóch synów. Oba małżeństwa zakończyły się rozwodami.